# Грекзит (фильм)
«Грекзит» (греч. Ενήλικοι στην αίθουσα, букв. «Взрослые в комнате») — французско-греческий кинофильм режиссёра Коста-Гавраса, вышедший на экраны в 2019 году. Основан на книге греческого экономиста и политика Яниса Варуфакиса Adults in the Room: My Battle with Europe’s Deep Establishment о финансовой помощи Греции в 2015 году. Первый полнометражный фильм Коста-Гавраса, снятый в Греции. Премьерный показ прошёл вне конкурса на 76-м Венецианском международном кинофестивале.

## Сюжет
После победы партии СИРИЗА на выборах в Парламент Греции в 2015 году премьер-министр Алексис Ципрас поручил министру финансов Янису Варуфакису провести переговоры о новом соглашении по меморандуму о взаимопонимании, подписанному предыдущим правительством с Тройкой, чтобы избежать ещё одного долгового кризиса в стране. Однако в ходе последовательных встреч Еврогруппы предложения Варуфакиса встречали только категорические отказы со стороны Тройки. Из-за постоянных угроз со стороны европейского института об исключении Греции из Еврозоны, если их требования не будут выполнены, премьер-министр вынужден подписать Меморандум о взаимопонимании, что идет вразрез с 62 % населения, которое отвергло предложение, проголосовав «против» на референдуме по финансовой политике 2015 года. Янис уходит в отставку через пять месяцев после вступления в должность.

## В ролях
- Кристос Лулис — Янис
- Александрос Бурдумис — Алексис
- Ульрих Тукур — Вольфганг
- Дан Шурманс — Йерун
- Кристос Стерйоглу — Сакис
- Димитрис Тарлоу — Эвклид
- Жозиана Пинсон — Кристин
- Корнелиус Обонья — Вимс
- Винсент Немет — Мишель
- Орельен Рекуан — Пьер
- Александрос Логотетис — Манос
- Танос Токакис — Йоргос
- Валерия Голино — Даная Страту
- Франческо Акуароли — Марио
- Филип Шурер — Джордж
- Дамьен Муген — Эмманюэль

## Награды и номинации
- 2020 — номинация на премию «Сезар» за лучший адаптированный сценарий (Коста-Гаврас).
- 2020 — номинация на премию Европейской киноакадемии за лучший европейский сценарий (Коста-Гаврас).
- 2020 — премия «Люмьер» за лучшую музыку (Александр Деспла).

## Прием критиков
На сайте Rotten Tomatoes фильм имеет рейтинг 50 % на основе 10 рецензий.
Джессика Кианг из Variety пишет: «Слишком много взрослых в слишком большом количестве комнат ведут слишком много повторяющихся разговоров о загадочных тонкостях выработки политики ЕС в безумно расплывчатом фильме Коста-Гавраса».
Джордан Минцер из The Hollywood Reporter написал: «Для тех, кто интересуется внутренней кухней ЕС фильм может быть интересен, даже если он длится 124 минуты. С другой стороны, если пропустить мимо весь бюрократизм, то можно увидеть исследование человеческих страданий, стоящих за официальными протоколами».